# Similiphora triclotae
Similiphora triclotae is een slakkensoort uit de familie van de Triphoridae. De wetenschappelijke naam van de soort is voor het eerst geldig gepubliceerd in 1997 door Bouchet.